# Koszmosz–2416
Koszmosz–2416 (Sztrela–3M) az első orosz új típusú kommunikációs műhold.

## Jellemzői
Fejlesztésének, szolgálatba állításának célja, hogy leváltsa az előző generációs egységeket. Feltöltött állapotban 12 műhold biztosította a folyamatos és nagy kapacitású kommunikációt.

## Küldetés
Készítette az (NPO) Tudományos Termelési Egyesülés (NPO) (НПО–прикладной механики им. акад. М. Ф. Решетнёва). Üzemeltetője a Moszkvai Honvédelmi Minisztérium (oroszul: Министерство обороны (МО) СССР), az Orosz Űrvédelmi Erők Parancsnoksága (Космические войска Российской Федерации–КВРФ; KVRF jelenleg VVKO). Társműholdja: Gonyec–M 1 (orosz).
Megnevezései: Rodnik-S; GRAU-kódja: 14F132; COSPAR: 2005-048A; SATCAT kódja: 28908.
2005. december 21-én a Pleszeck űrrepülőtérről, az LC132/1 (LC–Launch Complex) jelű indítóállványról egy Koszmosz–3M (11K65M 53727-232) hordozórakétával állították alacsony Föld körüli pályára (LEO = Low-Earth Orbit). Orbitális pályája 114,81 perces, 82,6° hajlásszögű, a geocentrikus pálya perigeuma 1400 kilométer, apogeuma 1414 kilométer volt.
Tömege 225 kilogramm. Szolgálati idejét 5 évre tervezték. Az űreszköz felületét napelemek borították, éjszakai (földárnyék) energiaellátását újratölthető nikkel-hidrogén (NiH2) kémiai akkumulátorok biztosították. Telemetriai szolgáltatását antennarendszerén keresztül biztosította.